# خورشیدپرتو سینه‌سفید
خورشیدپرتو سینه‌سفید (نام علمی: Aglaeactis castelnaudii) یک گونه از مگس‌مرغ‌ها در خانواده مگس‌مرغان است. تنها در پرو یافت می‌شود. زیستگاه‌های طبیعی آن جنگل‌های کوهستانی مرطوب نیمه‌گرمسیری یا گرمسیری و بوته‌زارهای نیمه‌گرمسیری یا گرمسیری با ارتفاع زیاد است.